# 3530 Hammel
3530 Hammel је астероид главног астероидног појаса са средњом удаљеношћу од Сунца која износи 2,400 астрономских јединица (АЈ).
Апсолутна магнитуда астероида је 13,9.